# Große Olympiaschanze
Große Olympiaschanze – skocznia narciarska w Garmisch-Partenkirchen, zlokalizowana na stoku góry Gudiberg (960 m n.p.m.), na której od 1953 corocznie, 1 stycznia, odbywa się jeden z konkursów Turnieju Czterech Skoczni. Skocznia stanowi część kompleksu, w którym oprócz niej znajdują się również skocznie K-80, K-43 i K-20.
Pierwszą skocznię w miejscu obecnie istniejącego obiektu wybudowano w 1921. Zburzono ją w 1933, by wybudować skocznię olimpijską na zimowe igrzyska w 1936. Jej otwarcie nastąpiło 5 lutego 1934. Na przestrzeni lat skocznia została czterokrotnie rozbudowana (w 1950, 1978, 1996 i 2007). Od 1935 odbywa się na niej noworoczny konkurs w skokach narciarskich (Neujahrsskispringen) – od 1953 w ramach TCS, od 1980 także Pucharu Świata. Na obiekcie rozegrano także kilkukrotnie zawody Pucharu Kontynentalnego (zarówno zimowego, jak i letniego).
Podczas konkursu na tej skoczni na ZIO w 1936 złoty medal wywalczył Norweg Birger Ruud, który wyprzedził Szweda Svena Erikssona oraz swojego rodaka Reidara Andersena.
1 stycznia 2007 odbył się ostatni konkurs na starym obiekcie o punkcie konstrukcyjnym K-115. Rekordzistą skoczni do końca pozostał Polak Adam Małysz, który 6 lat wcześniej oddał skok na odległość 129,5 m.
Skocznia została wysadzona 14 kwietnia 2007 za pomocą ładunków wybuchowych umieszczonych w 28 miejscach. Na jej miejscu powstał nowoczesny obiekt, spełniający wszystkie wymogi FIS.
W pierwszym konkursie Pucharu Świata na przebudowanym obiekcie najdalej skoczył Austriak Gregor Schlierenzauer, osiągając 141 m. Rekord ten poprawił następnie Szwajcar Simon Ammann (1 stycznia 2010 oddał skok na odległość 143,5 m). Aktualnym rekordzistą obiektu jest Austriak Michael Hayböck, który 1 stycznia 2025 skoczył 145 metrów podczas zawodów zaliczanych do 73. Turnieju Czterech Skoczni. Skocznia latem jest wyłożona igelitem.
W związku z nowymi przepisami Międzynarodowej Federacji Narciarskiej w sezonie 2017/2018 został zmieniony rozmiar skoczni z odległości 140 na 142 metry.
W dniu 30.12.2023 rozegrano pierwszy w historii skoczni konkurs nocny przy sztucznym oświetleniu. Był to konkurs zaliczany do kobiecego Pucharu Świata i Turnieju Dwóch Nocy.

## Parametry skoczni
- Punkt konstrukcyjny: 125 m
- Wielkość skoczni (HS): 142 m
- Oficjalny rekord skoczni: 145 m – Michael Hayböck (1 stycznia 2025)
- Długość rozbiegu: 103,5 m
- Nachylenie progu: 11°
- Wysokość progu: 3,13 m
- Nachylenie zeskoku: 35°
- Wysokość wieży: 60,4 m

## Rekordziści skoczni
| Lp. | Dzień      | Rok  | Zawodnik              | Odległość | Zawody                | Uwagi               |
| --- | ---------- | ---- | --------------------- | --------- | --------------------- | ------------------- |
| 1.  | 5 lutego   | 1934 | Rolf Kaarby           | 70,0 m    |                       |                     |
| 2.  | 15 lutego  | 1936 | Sven Eriksson         | 76,0 m    | Igrzyska olimpijskie  |                     |
| 3.  | 1 stycznia | 1968 | Bjørn Wirkola         | 92,5 m    | 16. TCS               |                     |
| 4.  | 1 stycznia | 1969 | Jiří Raška            | 94,5 m    | 17. TCS               |                     |
| 5.  | 1 stycznia | 1971 | Jiří Raška            | 97,0 m    | 19. TCS               |                     |
| 6.  | 1 stycznia | 1979 | Josef Samek           | 101,0 m   | 27. TCS               |                     |
| 7.  | 1 stycznia | 1981 | Masahiro Akimoto      | 102,0 m   | 29. TCS               |                     |
| 8.  | 1 stycznia | 1983 | Steinar Bråten        | 103,5 m   | 31. TCS               |                     |
| 9.  | 1 stycznia | 1984 | Matti Nykänen         | 104,0 m   | 32. TCS               |                     |
| 10. | 1 stycznia | 1984 | Jens Weißflog         | 108,0 m   | 32. TCS               |                     |
| 11. | 1 stycznia | 1989 | Matti Nykänen         | 109,0 m   | 37. TCS               |                     |
| 12. | 1 stycznia | 1994 | Jens Weißflog         | 110,0 m   | 42. TCS               |                     |
| 13. | 1 stycznia | 1994 | Espen Bredesen        | 111,0 m   | 42. TCS               |                     |
| 14. | 1 stycznia | 1995 | Janne Ahonen          | 114,0 m   | 43. TCS               |                     |
| 15. | 1 stycznia | 1997 | Primož Peterka        | 117,5 m   | 45. TCS               |                     |
| 16. | 1 stycznia | 1997 | Primož Peterka        | 118,0 m   | 45. TCS               |                     |
| 17. | 31 grudnia | 1997 | Kazuyoshi Funaki      | 121,0 m   | 46. TCS, kwalifikacje |                     |
| 18. | 31 grudnia | 1997 | Masahiko Harada       | 121,0 m   | 46. TCS, kwalifikacje | wyrównanie rekordu  |
| 19. | 1 stycznia | 1998 | Masahiko Harada       | 122,0 m   | 46. TCS               |                     |
| 20. | 1 stycznia | 1999 | Martin Schmitt        | 123,0 m   | 47. TCS               |                     |
| 21. | 31 grudnia | 2000 | Veli-Matti Lindström  | 124,0 m   | 49. TCS, trening      | rekord nieoficjalny |
| 22. | 31 grudnia | 2000 | Adam Małysz           | 126,5 m   | 49. TCS, trening      | rekord nieoficjalny |
| 23. | 1 stycznia | 2001 | Adam Małysz           | 129,5 m   | 49. TCS               |                     |
| 24. | 20 grudnia | 2007 | Andreas Vilberg       | 131,5 m   | Puchar Kontynentalny  | rekord nieoficjalny |
| 25. | 20 grudnia | 2007 | Mario Innauer         | 134,5 m   | Puchar Kontynentalny  | rekord nieoficjalny |
| 26. | 20 grudnia | 2007 | Andreas Vilberg       | 136,5 m   | Puchar Kontynentalny  | rekord nieoficjalny |
| 27. | 1 stycznia | 2008 | Janne Ahonen          | 139,0 m   | 56. TCS               |                     |
| 28. | 1 stycznia | 2008 | Gregor Schlierenzauer | 141,0 m   | 56. TCS               |                     |
| 29. | 1 stycznia | 2010 | Simon Ammann          | 143,5 m   | 58. TCS               |                     |
| 30. | 31 grudnia | 2014 | Anders Jacobsen       | 145 m     | 63. TCS, trening      | rekord nieoficjalny |
| 31. | 1 stycznia | 2020 | Marius Lindvik        | 143,5 m   | 68. TCS               | wyrównanie rekordu  |
| 32. | 1 stycznia | 2021 | Dawid Kubacki         | 144 m     | 69. TCS               |                     |
| 33. | 1 stycznia | 2025 | Michael Hayböck       | 145 m     | 73. TCS               |                     |